# Fläsklösen

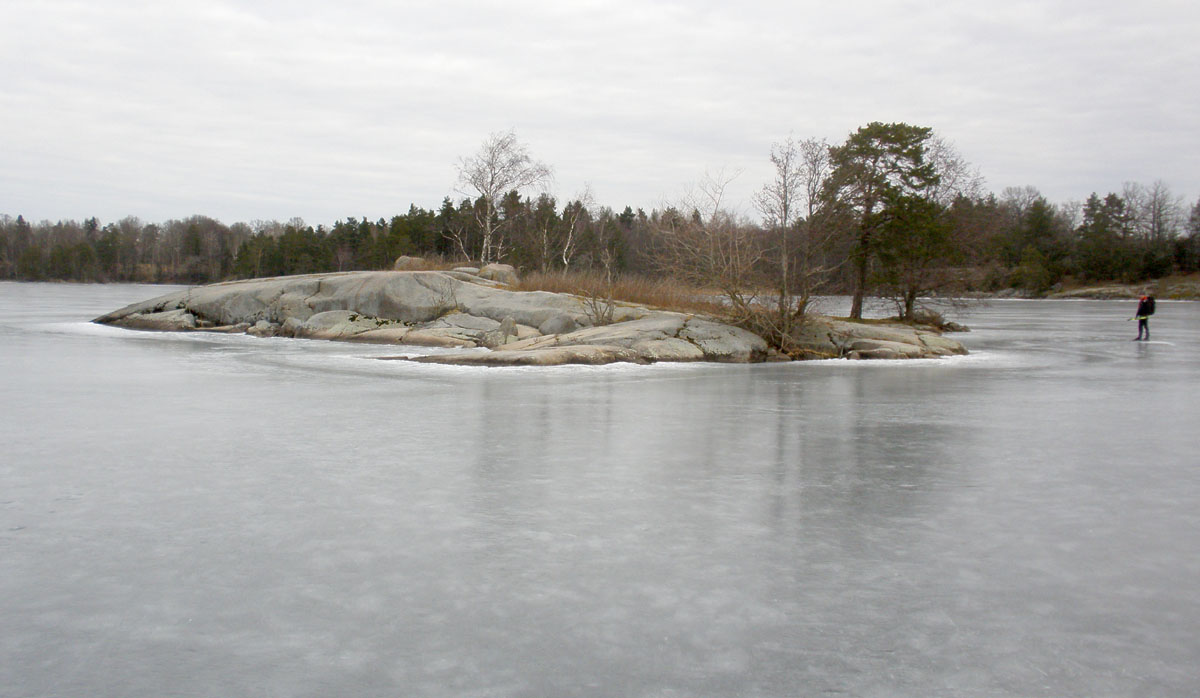
Fläsklösen en vinterdag.

Fläsklösen är en cirka 100 kvadratmeter stor kobbe i södra delen av sjön Järnlunden vid Rimforsa. På ön bodde originalet Kalle-Stina mellan åren 1930 och 1945. I ett av avsnitten av "Utgrävarna" som sändes i SVT och Kunskapskanalen i november 2006 grävdes delar av Fläsklösen ut. Ön har förmodligen fått sitt namn av att den var för liten för att hysa en gris.

## Galleri

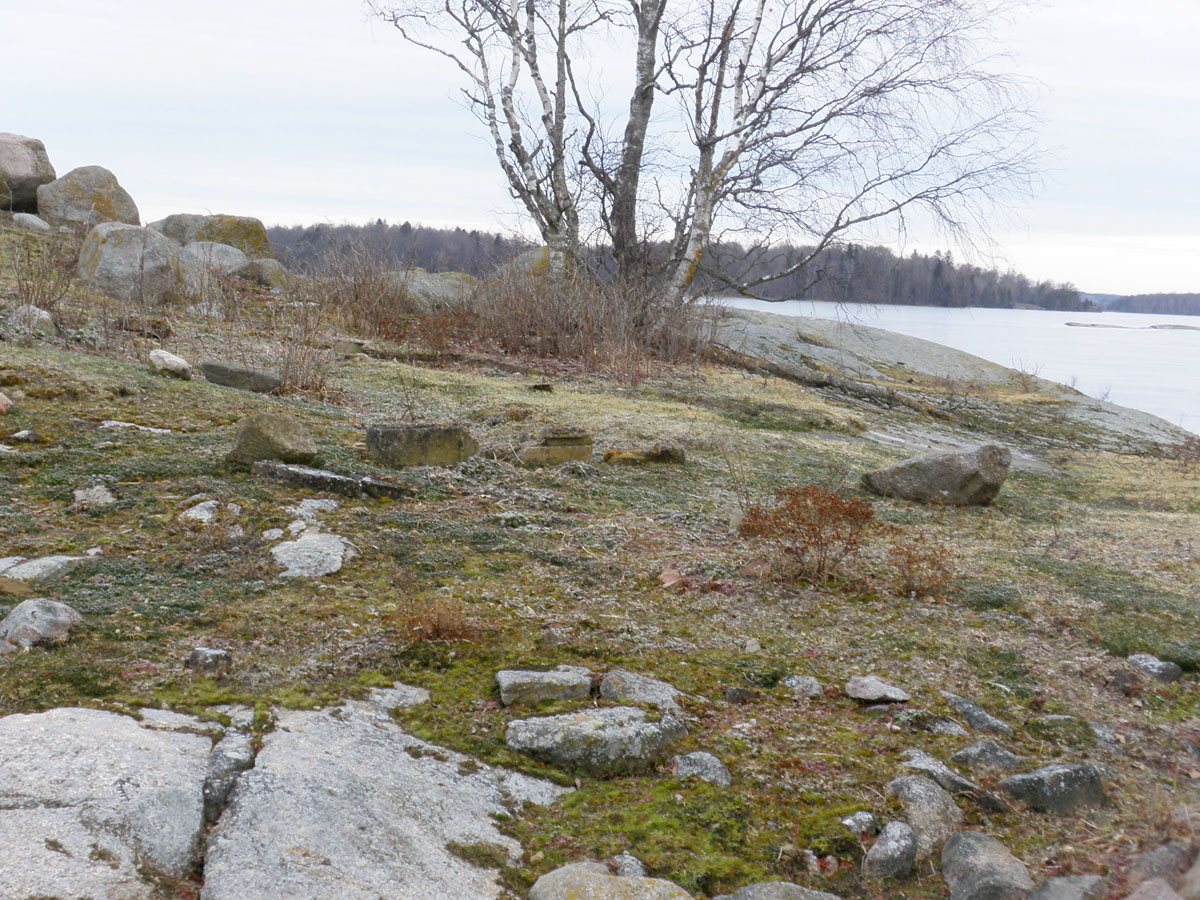
Bild från Fläsklösen som visar rester av cementerad grund (mitt i bilden) som härrör från Kalle-Stinas hus.